# キャメルクラッチ

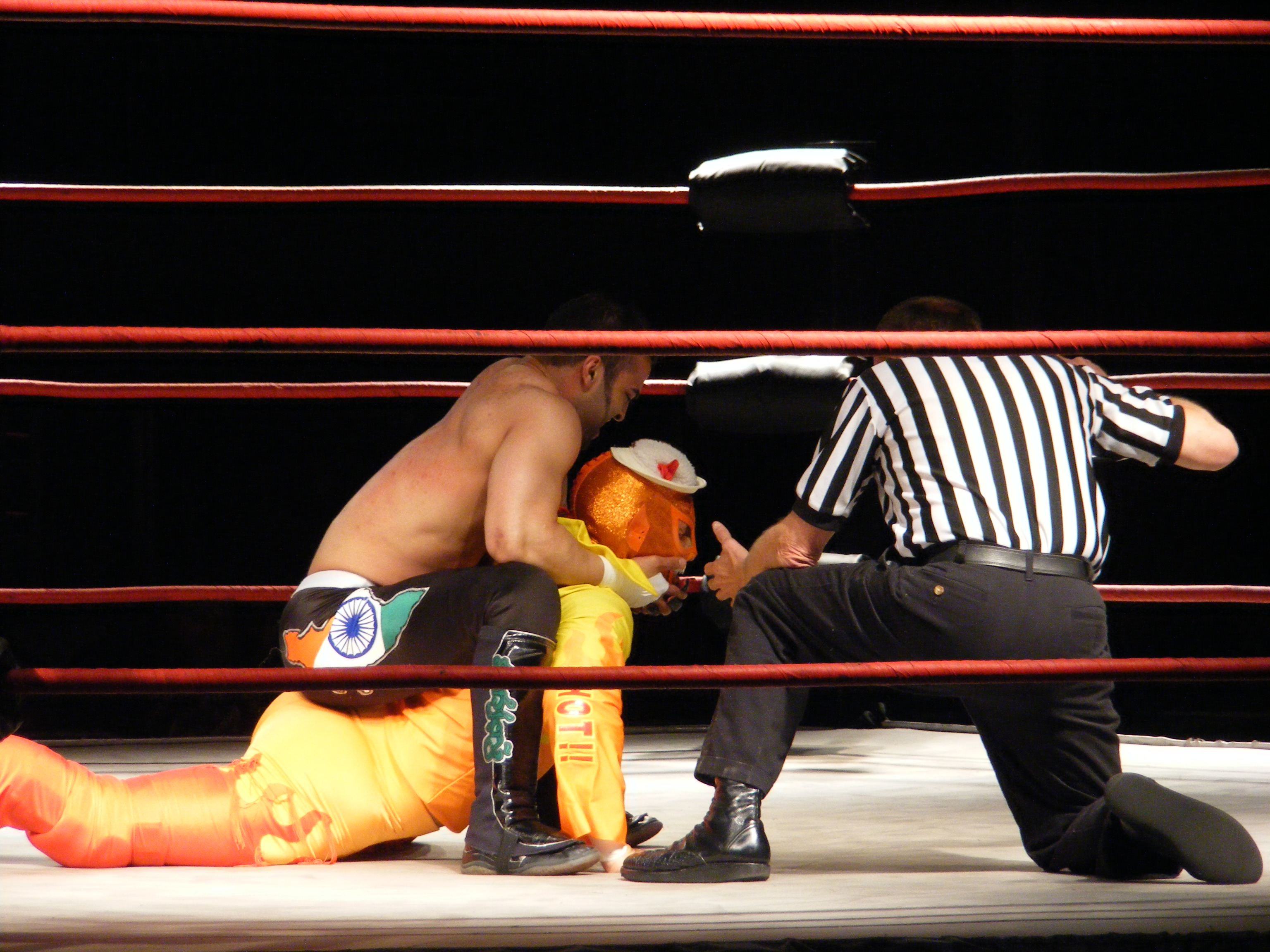
サンジェイ・ダットによるキャメルクラッチ。

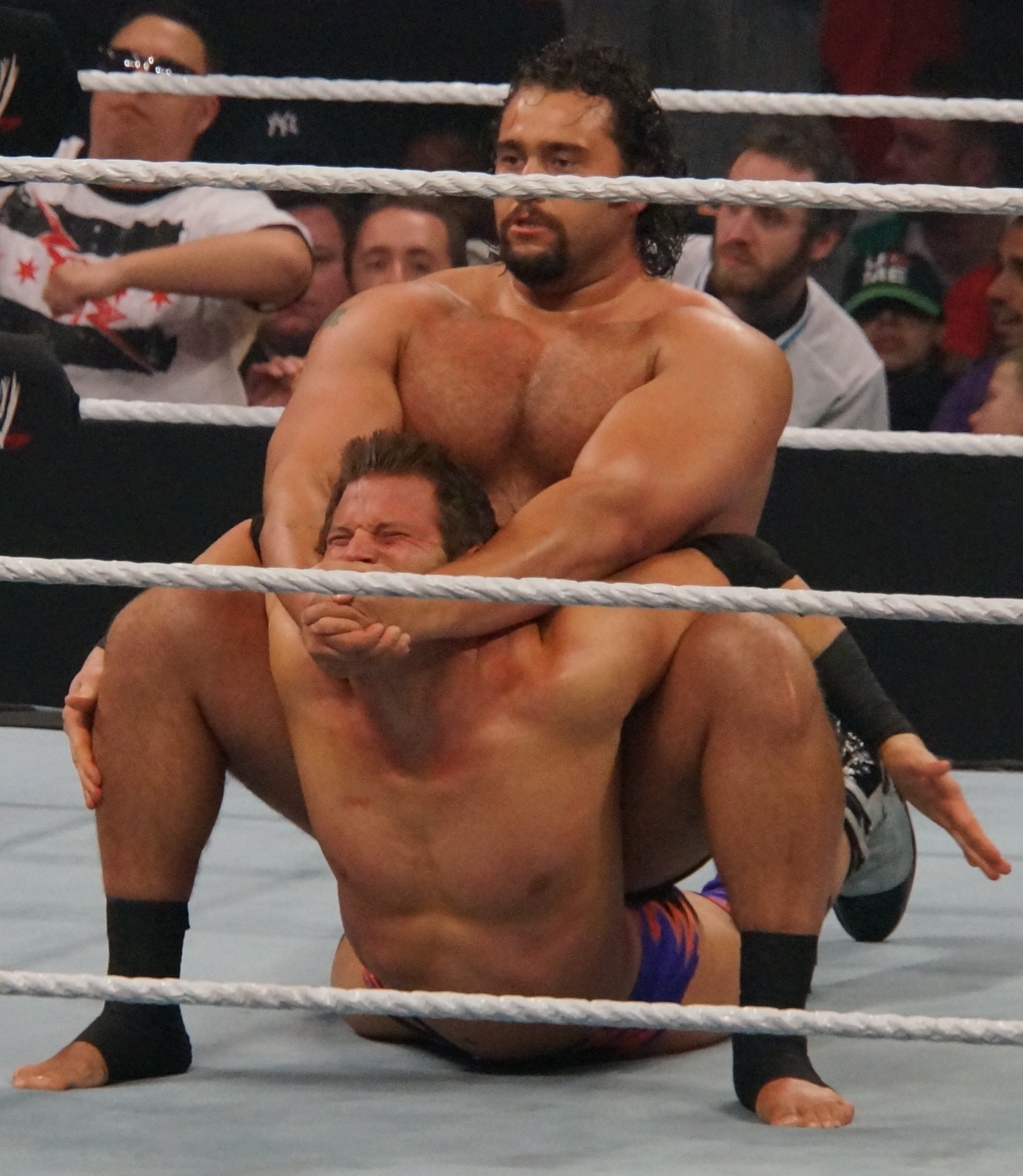
アレクサンダー・ルセフによる両腋を自分の両膝にフックするキャメルクラッチ。

キャメルクラッチ（Camel Clutch）は、プロレス技、関節技の一種である。日本名は駱駝固め（らくだがため）、馬乗り固め（うまのりがため）、腰挫体固（こしひしぎたいがため）。メキシコではカバージョと呼ばれている。

## 概要
うつ伏せになった相手の背中に乗り、首から顎を掴んで相手の体を海老反り状に引き上げて、背骨や首にダメージを与える。相手の両腋を自分の両膝にフックすることで、相手の両腕の自由を奪って仕掛ける場合もある。技を仕掛けている様子がラクダに乗って手綱を引いているように見えることが技名の由来である。
ザ・シークをはじめ、グレート・メフィスト、シーク・アドナン・アル＝ケイシー、スカンドル・アクバ、アイアン・シーク、モハメド・ハッサンなど、ヒトコブラクダの原産地である中東ギミックのレスラーが得意技としていた。1983年12月26日、ニューヨークのマディソン・スクエア・ガーデンで行われたWWFヘビー級選手権試合において、この技でアイアン・シークはボブ・バックランドからTKO勝ちを収めてWWF王者となった。
カウボーイのギミックで活躍したネルソン・ロイヤルは、ラクダを馬に見立てテキサス・ブロンコ・バックブリーカーの名称で使用。パワーファイター系のレスラーでは、スーパースター・ビリー・グラハムはスーパースター・リクライナー、グラハムの影響下にあったスコット・スタイナーはスタイナー・リクライナーと称して使っていた。ヒッピーをギミックとしていたマイク・ボイエッティはヒッピー・ホールドなる技名を用いていた。
ルチャリブレにおけるカバージョの考案者は、ゴリー・スペシャルの考案者でもあるゴリー・ゲレロ。エル・サントもメキシコでの使い手であり、息子のエル・イホ・デル・サントにも受け継がれている。
ジュニアヘビー級選手のタッグマッチでは、キャメルクラッチを仕掛けたパートナーへの援護として、技を仕掛けられている相手の顔面に低空ドロップキックを放つ動きがよく見られる。
高専柔道の流れをくむ七大学柔道を大学で経験する中井祐樹は、高校時代、「よし！　これで、やっとプロレスを真剣勝負と言えるようになる」と第二次UWFに熱狂していた。しかし、1989年8月13日、第二次UWFの大会でキャメルクラッチで髙田延彦が船木優治をくだすのを見て、これは真剣勝負ではないと熱は醒めていったと述べている。中井は、真剣勝負の試合がキャメルクラッチで決着がつくことは絶対にあり得ない、と考えていた。
一方で1926年の柔道の技術書『新式柔道』で高専柔道六高の師範金光弥一兵衛は、理論に走り実際に適せぬ技または妙味に乏しい技、だとして谷落、朽木倒などの掲載を省略したが、キャメルクラッチについては「腰挫体固」の名で、現今では腕以外の関節技は禁じられているが、修行者は他の関節技も知っておくべき、だとして足緘、足挫十字固（膝十字固め）と共に掲載した。相手の上半身のホールドの仕方は両手を腋下に入れる方法と送襟絞の様にする方法を挙げている。
漫画作品においては、『キン肉マン』『闘将!!拉麵男』に登場するラーメンマンの得意技として描かれており、「機矢滅留・苦落血」という当て字もなされていた。
『絶体絶命でんぢゃらすじーさん』の3巻に収録されている「忘れ物は危険じゃっ!」の扉絵でも解説された。

## 主な使用者
- ザ・シーク
- グレート・メフィスト
- シーク・アドナン・アル＝ケイシー
- スカンドル・アクバ
- アイアン・シーク
- ネルソン・ロイヤル
- スーパースター・ビリー・グラハム
- スコット・スタイナー
- モハメド・ハッサン
- サンジェイ・ダット
- ジンダー・マハル
- ゴリー・ゲレロ
- エル・サント
- エル・イホ・デル・サント
- ビッグ・ショー
- スペル・デルフィン
- 中川浩二
- 柏大五郎
- 金丸義信

## 派生技

### 前転式キャメルクラッチ
ローリング・キャメルクラッチとも呼ばれている。三沢光晴のオリジナル技。前転してうつ伏せの相手の上に馬乗りになりキャメルクラッチに移行する。

### スタイナー・リクライナー
スコット・スタイナーのオリジナル技。キャラクターチェンジ以後使用し始めた、スタンディング式の変形キャメルクラッチ。通常とは違い、自らが前屈に近い状態になり、膝立ち状態の相手の腕と首をロックするような形で締め上げる。全盛期のWCW末期は、スティングやゴールドバーグ、ダイヤモンド・ダラス・ペイジらの大物選手を下すなど、勝ち星を積み重ねていった。WWE所属時には首のみをクラッチするような普通のキャメルクラッチになっていたが、それ以前にほとんど見せることが無かった。

### キャメルクラッチ・スリーパー・ホールド
藤田和之のオリジナル技。相手の首をスリーパー・ホールドで捕らえるキャメルクラッチ。

### クロス式キャメルクラッチ
柴田勝頼が若手時代に使用していたオリジナル技。相手の両脚をデスロック状に固めて極めるキャメルクラッチ。

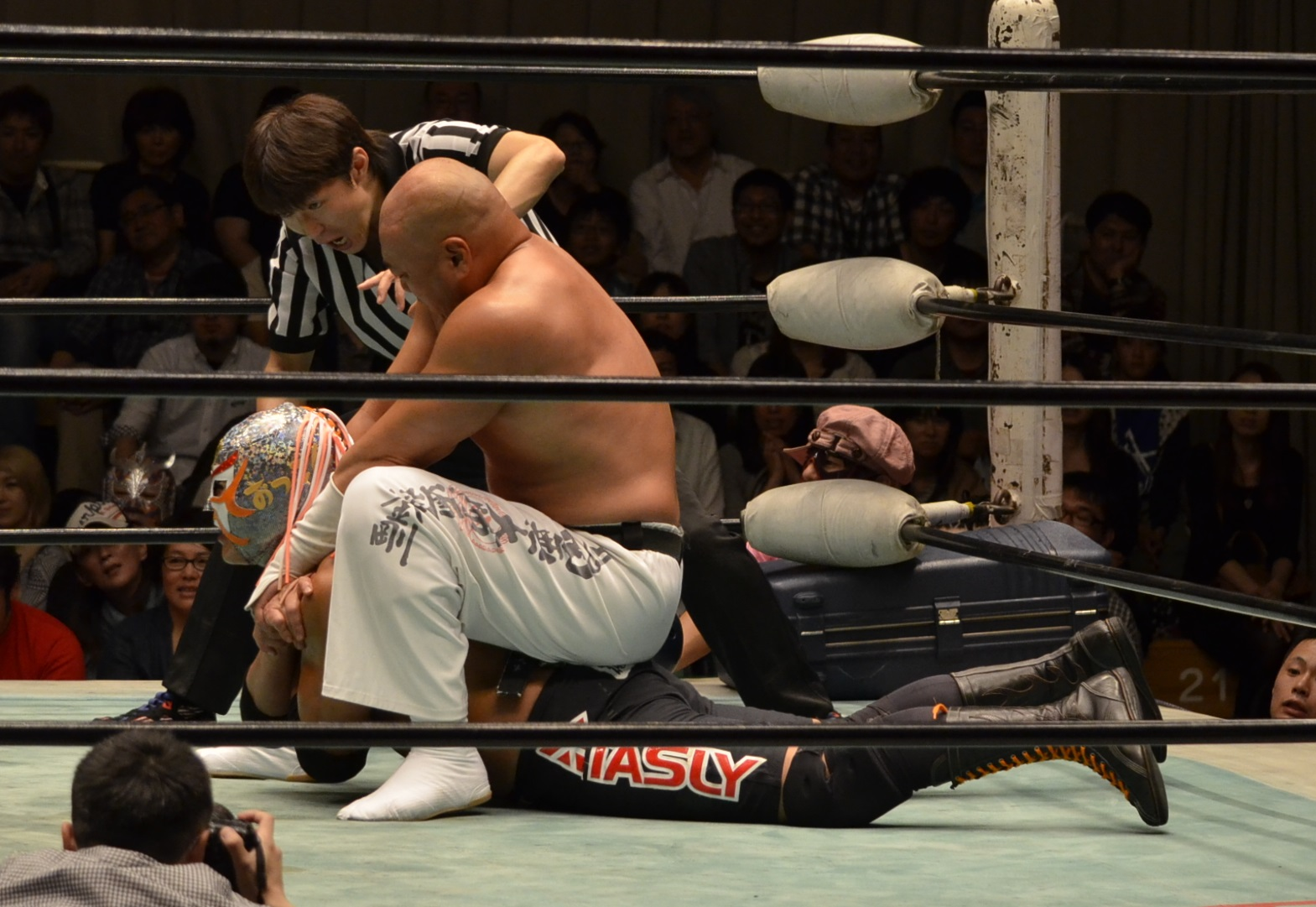
新崎人生による極楽固め。

### 極楽固め
新崎人生のオリジナル技。相手の両手首を攫み、両腕を相手の首元で交差させて極めるキャメルクラッチ。

### 涅槃
ミスター雁之助が新崎人生との抗争時に極楽固めに対抗して開発したオリジナル技。尻餅をついた相手をフルネルソンの体勢に捕えて、そのままうつ伏せの体勢に反転させて上体を起こして両手で菩薩の手の形を作って極めるキャメルクラッチ。

### ドラゴン・スリーパー・ホールド式キャメルクラッチ
ドラゴン・スリーパー・ホールドの形で首を極めるキャメルクラッチ。ロウ・キーのドラゴンクラッチ、風間ルミのドラゴンパンサー、高木三四郎のDDT(デンジャラス・ドラゴンスリーパー・タカギ)、辰巳リカのホワイトドラゴンスリーパーなどがある。

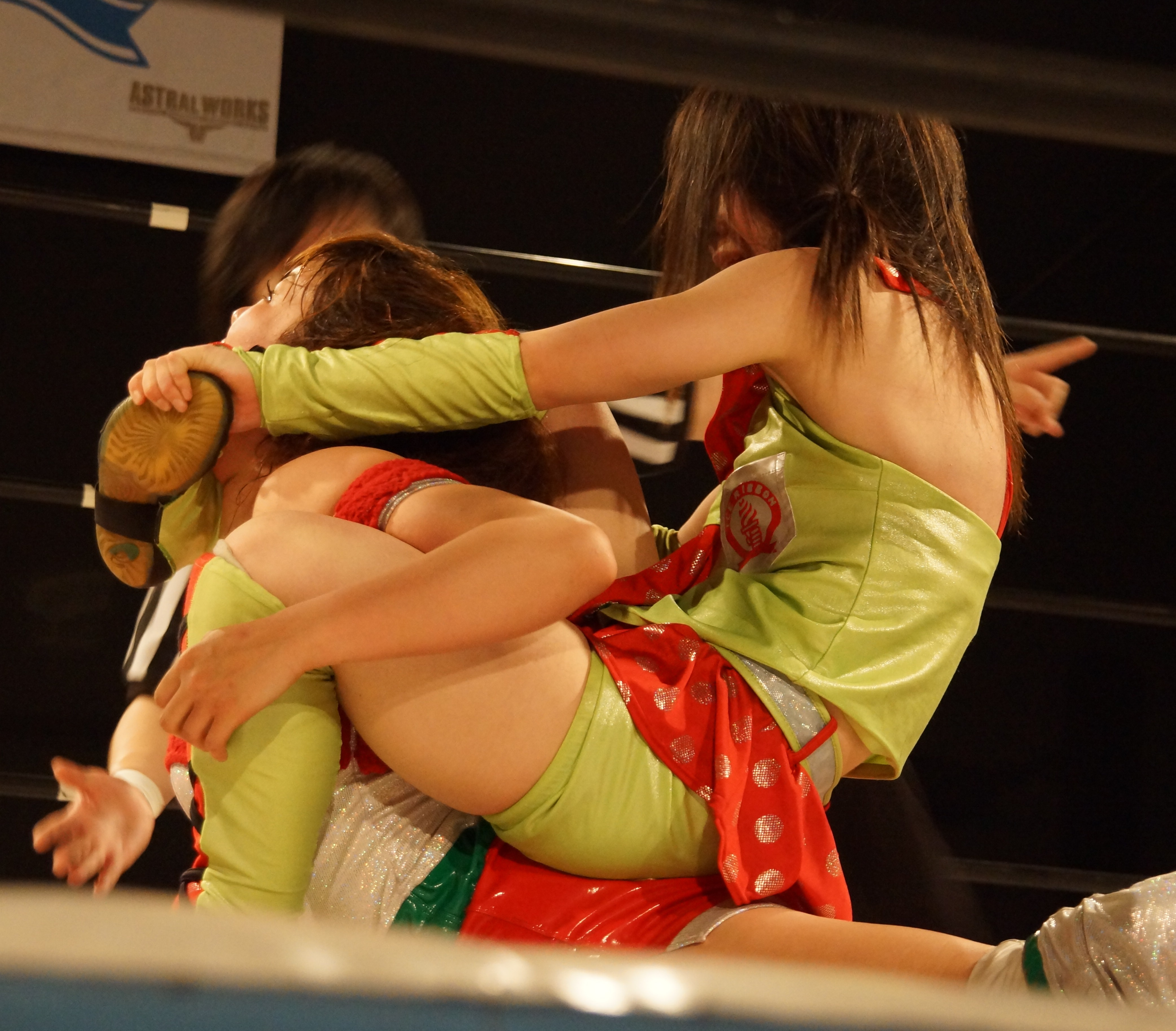
つくしによるトゥインクル・スターロック。

### トゥインクル・スターロック
つくしのオリジナル技。腕ではなく足を使って極めるキャメルクラッチ。

### レッドインク
オカダ・カズチカのオリジナル技。相手の両足をクロスさせてから極めるキャメルクラッチ。

### 9469
読みは「クシロック」。KUSHIDAのオリジナル技。浮固の体勢で相手の背中に膝を押し当ててから極めるキャメルクラッチ。

### ワイバーン・キャッチ
谷口周平のオリジナル技。2019年より使用中のフィニッシュホールド。変型キャメルクラッチという名で使われていたものを本人がTwitterで命名。背後から相手の片腕を上方に「く」の字に曲げて固定、さらに相手の首に自身の片腕を回してスリーパー・ホールドを決め、その状態のまま相手をうつ伏せにしてその上に馬乗りになって相手の背中を反らせる。

### キャメルクラッチ式アームロック
ロンドン・ダンジョンとも呼ばれている。小川良成のオリジナル技で、プロレスリング・ノア所属以降ここ一番でたびたび使用する技。フィニッシュになることも多い。アームロック（腕極め）式キャメルクラッチとも呼ばれる。うつ伏せにさせた相手の背中に馬乗りになり、自分の両腕で相手の片腕をV1アームロックのように後方に「く」の字に曲げて固め、その状態のまま相手の体を反らせる。プロレスリング・ノアに参戦していたナイジェル・マッギネスは、ノアマットで「ロンドン・ダンジョン」の名で初使用し、以降は主要技として使用した。

### 変形タズミッション
田中将斗のオリジナル技。キャメルクラッチの体勢で相手をタズミッションで相手の首、腕、背骨にダメージを与える技。

### サーヴィカル・クラッチ
ヴィア・マハーンのオリジナル技。うつ伏せ状態の相手の背中に腰を下ろし、相手の右腕を自らの左脇下に抱えながら両手で頸部をクラッチして絞め上げる変形キャメル・クラッチ。技名のサーヴィカルは頸部の意味。

### サイコドリーム
斉藤ジュンのオリジナル技。立っている相手の背後からコブラクラッチを仕掛けつつ河津落としをかけ（テッド・デビアスのミリオンダラー・バスターと同型）、そこから手のホールドを解かずに相手を反転させて極めるキャメルクラッチ。

### 凶器使用型キャメルクラッチ
FMW全盛期に主にユニット「猛毒隊」のメンバーが使用。通常のキャメルクラッチに入る前にセコンドが凶器を手渡して、それを手に持ったままキャメルクラッチを決めて凶器を相手の額に押し付ける。もちろん、反則のため5カウントの対象となるがカウント4の手前でブレイクすることにより、延々と続けることができる。

### 背挫
背挫（せしぎ）は片膝は床について、もう一方の片脚は相手の肩の上を通して床を踏んで、両腕を相手の肩上方を通して両腋下に入れ臀部で相手の背を押し、両手を引きつけ相手を反らせてのキャメルクラッチ。神道六合流柔術の技。